# Thorictus ehlersii
Thorictus ehlersii là một loài bọ cánh cứng trong họ Dermestidae. Loài này được Perez miêu tả khoa học năm 1872.